# Live or Die
Live or Die é um livro de poesia da poetisa americana Anne Sexton, publicado em 1966. Venceu o Prêmio Pulitzer de Poesia no ano seguinte.
Os poemas, escritos de 1962 até o ano da publicação, estão organizados em ordem cronológica. Muitos são poemas em verso livre. Os temas deles são o relacionamento turbulento de Sexton com sua mãe e com suas filhas e seu tratamento para doença mental.
Destacam-se os poemas And One for My Dame, Consorting With Angels e Wanting to Die.